# Lida van der Anker-Doedens
Alida Geertruida van der Anker-Doedens, detta Lida (Rolde, 28 luglio 1922 – Haarlem, 1º aprile 2014), è stata una canoista olandese, considerata tra le migliori interpreti al mondo del suo sport nel periodo compreso tra il 1948 e il 1952.
Fu vincitrice di vari titoli nazionali nel K1 e K2 e partecipò anche a due edizioni dei Giochi Olimpici, nel 1948 a Londra (dove conquistò la medaglia d'argento) e nel 1952 a Helsinki.

## Carriera

### Le Olimpiadi di Londra del 1948
Alle Olimpiadi di Londra del 1948, Lida van der Anker-Doedens partecipò alla gara dei 500 metri K1, l'unica distanza prevista per le gare di canoa in campo femminile.
La Van der Anker-Doedens si classificò al secondo posto finale  con il tempo di 2'32"8 dietro alla danese Karen Hoff. La prestazione della Van der Anker-Dodens fu però seriamente condizionata da un'iniziale invasione di corsia dell'ungherese Klára Bánfalvi, che costrinse l'olandese ad un'affannata rimonta .

### Le Olimpiadi di Helsinki del 1952
Alle Olimpiadi di Helsinki del 1952, la Van der Anker-Doedens partecipò sempre alla gara dei 500 metri K1, ma stavolta, pur ottenendo nella finale un tempo migliore (2'22"3) rispetto a quattro anni prima, rimase fuori dal podio e dovette accontentarsi del quarto posto.

## Palmarès
- 1948: Medaglia d'argento ai Giochi Olimpici nel K1 m 500